# Bretwalda
Bretwalda (también brytenwalda o bretenanwealda) es un término anglosajón utilizado en tiempos de la Britania posromana y que designaba a un rey que detentaba una supremacía temporal sobre los restantes.

## Origen del título
Los pueblos anglosajones que invadieron Britania en el siglo V no tenían unidad política centralizada alguna, sino que estaban divididos en tribus, muchas veces enfrentadas entre sí. La necesidad de formar un frente común contra la resistencia de los britanos obligó a conformar alianzas temporales entre ellos, y es en ese contexto que se dio el título de bretwalda —como indicador de supremacía— a los jefes o reyes escogidos por los restantes para ejercer el mando supremo temporal.
Ese fue el título de Ethelbert, rey de Kent (594), de los reyes de Northumbria Edwin (623), Oswald (634) y Oswy (643), y del rey Penda de Mercia (626), entre otros caudillos anglosajones.
La palabra bretwalda significa en realidad “líder britano”, por lo que probablemente el concepto mismo, la institución y la dignidad que conlleva, fueran copiados de ese pueblo por los conquistadores.
Es en el período de la Heptarquía anglosajona (475-827), donde crece el uso del título. El dominio del bretwalda no suponía formalmente la supremacía de un reino sobre los restantes, sino la de un rey sobre sus vecinos, sobre sus pares, quienes le pagaban tributo y debían responder a su convocatoria a las armas. El lazo consiguientemente era personal y se rompía a la muerte del bretwalda. La elección de un caudillo determinado para el puesto no obstante solía implicar el reconocimiento (y legitimación) de un poder mayor por lo que indirectamente implicaba reflejar la hegemonía de un reino sobre otros en ese contexto histórico determinado.

## Lista de Bretwaldas

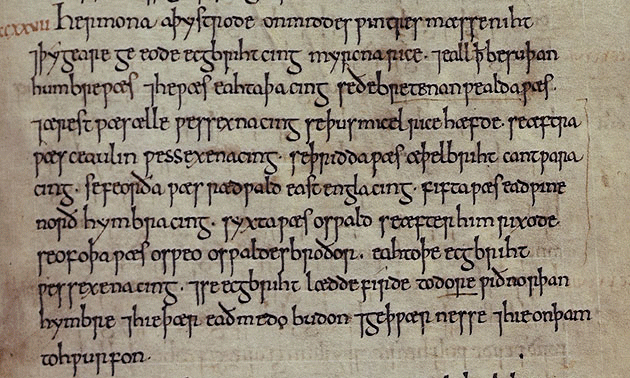
Lista de bretwaldas en la Crónica anglosajona.

### SegúnBeda(Historia ecclesiastica gentis Anglorum) y laCrónica anglosajona
- Ælle de Sussex (488-c.514)
- Ceawlin de Wessex (560-91, muerto en 593)
- Æthelberht de Reino de Kent (591-616)
- Rædwald de Reino de Estanglia (616-27)
- Edwin de Northumbria (627-32)
- Oswald de Bernicia (633-41)
- Oswy de Northumbria (641-58, muerto en 670)

### Señores de Mercia
- Wulfhere de Mercia (658-675)
- Æthelred de Mercia (675-704, muerto en 716)
- Coenredo de Mercia (704-709)
- Ceolredo de Mercia (709-716)
- Ceolwald de Mercia (716)
- Ethelbaldo de Mercia (716-757, proclamado Rey de Britania 746)
- Beornrad de Mercia (757)
- Offa de Mercia (757-796, proclamado Rey de los Anglos 774)
- Egfrido de Mercia(796)
- Cœnwulf de Mercia (796-821, proclamado Emperador)
- Ceolwulf de Mercia (821-823)
- Beornwulf de Mercia (823-826)
- Ludeca de Mercia (826-827)
- Wiglaf de Mercia (827-829, muerto en 840)

### Listados solo por laCrónica anglosajona
- Egbert de Wessex (829-39)